# Brest, Belarus
Brest (belarusiska: Брэст), eller Brest-Litovsk, är en stad i Belarus nära polska gränsen med 340 141 invånare (2016). Staden är huvudort i Brests voblast. 

## Historia
Brest är känt sedan 1017 och låg ursprungligen i Kievriket. År 1319 erövrades staden av storfurstendömet Litauen, och 1569 blev Brest en polsk stad. Redan på 1600-talet uppfördes här en fästning, vilken 1657 intogs av Karl X Gustav. År 1794 besegrades polackerna av en rysk här under Aleksandr Suvorov varpå staden vid Polens tredje delning tillföll Ryssland, som åren 1831–1836 jämnade den med marken för att bygga en fästning på platsen. Den utbyggdes 1871 till en stark gördelfästning och kom under första världskriget att spela en central roll som stödjepunkt i Rysslands inre befästningslinje. Under centralmakternas stora offensiv mot Ryssland 1915 blev Brest ett av anfallsmålen för Bugarmén som intog fästningen 26 augusti, varefter ryska armen måste retirera till en linje i trakterna av Pinsk.
Freden i Brest-Litovsk slöts i mars 1918. Åren 1921–1939 var Brest åter en polsk stad under namnet Brześć nad Bugiem. Brests fästning är känd efter att länge ha stått emot tyskarnas anfall under andra världskriget. Efter andra världskrigets slut tvångsförflyttades stadens polska befolkningsmajoritet till Folkrepubliken Polen.
I Brest finns även världens största rangerbangård för byte av spårvidder mellan normalspår 1435 mm och bredspår 1524 mm. Brest är en stor transportknutpunkt mellan Belarus och Ryssland och det övriga Europa.

## Sport
- FK Dinamo Brest (fotbollsklubb);
- FK Ruch Brest (fotbollsklubb);
- Dinamo stadion, (kapacitet: 10 000)
- Stadion Junost, (kapacitet: 2 310)